# Zahraddzie (rejon dzierżyński)
Zahraddzie (biał. Заграддзе; ros. Заградье, Zagradje) – osiedle na Białorusi, w obwodzie mińskim, w rejonie dzierżyńskim, w sielsowiecie Dobryniewo.